# Кирилівка (Новоукраїнський район)
Кири́лівка — село в Україні, у Піщанобрідській сільській громаді Новоукраїнського району Кіровоградської області. Населення становить 160 осіб. Колишній центр Кирилівської сільської ради.

## Населення
Згідно з переписом УРСР 1989 року чисельність наявного населення села становила 174 особи, з яких 79 чоловіків та 95 жінок.
За переписом населення України 2001 року в селі мешкало 160 осіб.

### Мова
Розподіл населення за рідною мовою за даними перепису 2001 року:
| Мова       | Відсоток |
| ---------- | -------- |
| українська | 95,00 %  |
| циганська  | 2,50 %   |
| молдовська | 1,25 %   |
| російська  | 1,25 %   |